# Gastrophryne olivacea
Gastrophryne olivacea es una especie  de anfibios de la familia Microhylidae.

## Distribución geográfica
Se encuentra en Estados Unidos, México,Sur América.

## Estado de conservación
Se encuentra amenazada de extinción por la pérdida de su hábitat natural.